# Jimmy Murphy (Rennfahrer)

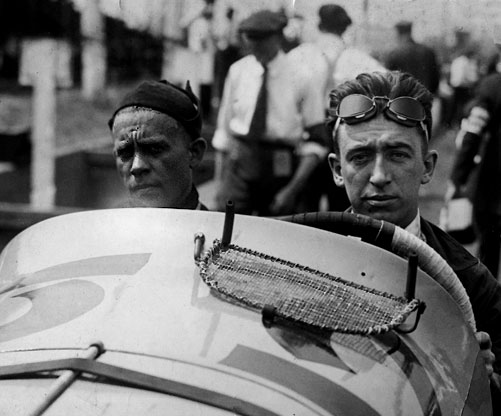
Jimmy Murphy 1920 (rechts)

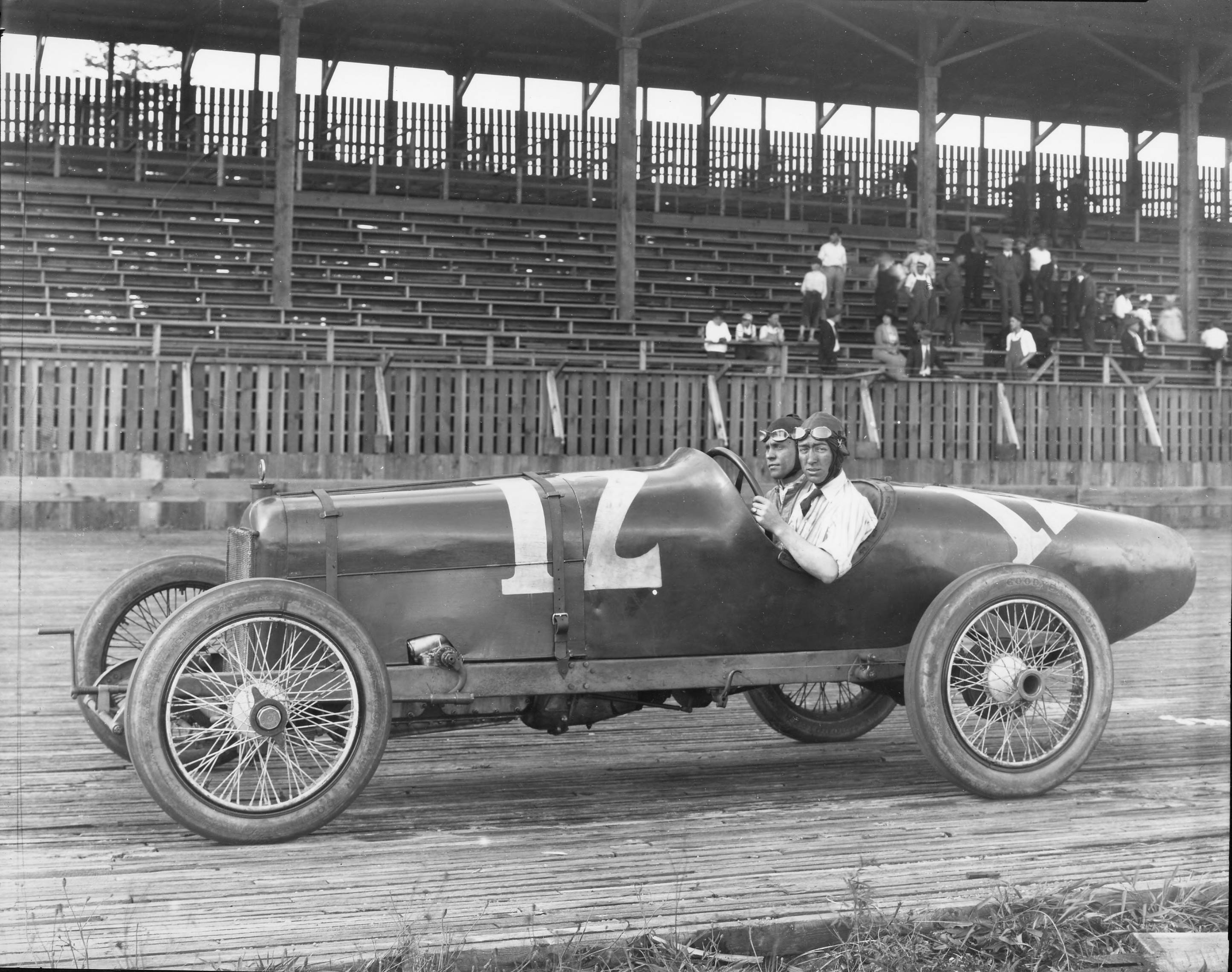
Jimmy Murphy am Steuer eines Duesenberg 1920 am Tacoma Speedway

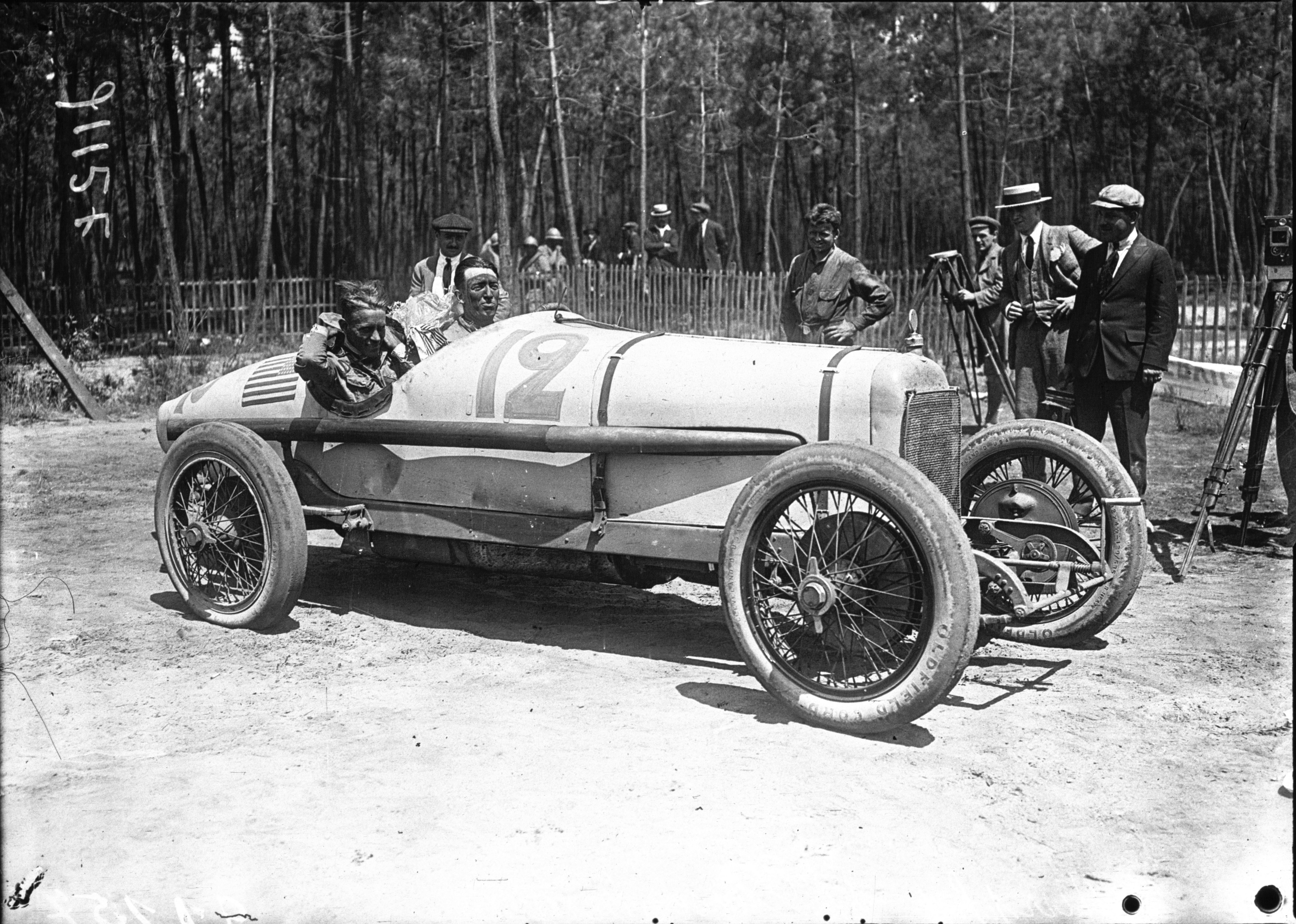
Jimmy Murphy nach seinem Sieg beim Großen Preis von Frankreich 1921

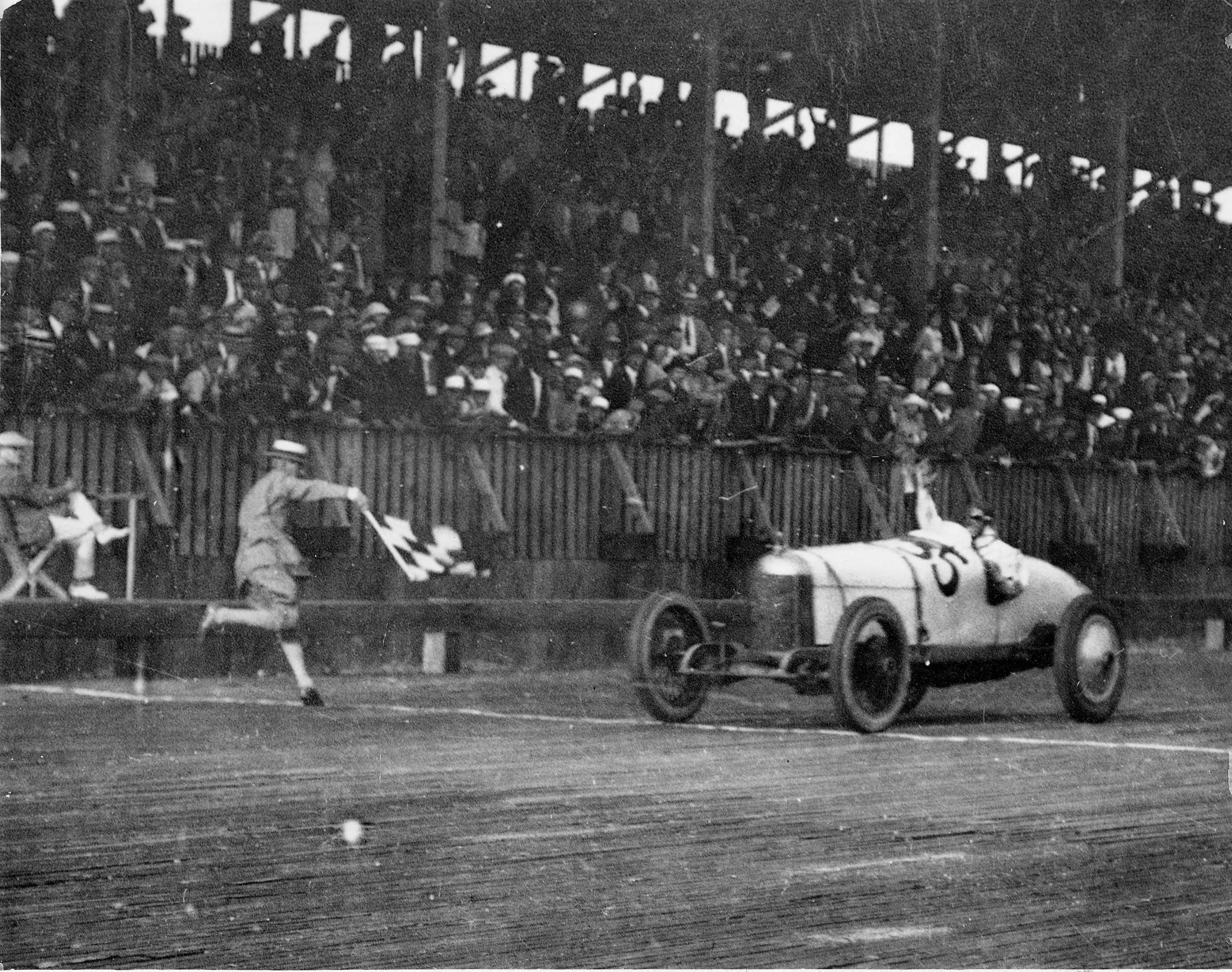
Bei seinem Sieg in Tacoma 1922

James Anthony „Jimmy“ Murphy (* 12. September 1894 in San Francisco; † 15. September 1924 in Syracuse) war ein US-amerikanischer Autorennfahrer.

## Familie
Jimmy Murphy kam im September 1894 in einem Einwandererviertel von San Francisco zur Welt. Seine Eltern waren von Irland nach Kalifornien ausgewandert und betrieben eine Post- und Pferdestation mit angeschlossenem Futterhandel. Seine Mutter Margret Murphy, geb. Moran, starb, als er zwei Jahre alt war. Weil sein Vater James mit der Erziehung überfordert war, kam er zur Familie dessen Cousins. Sein Vater kümmerte sich nicht mehr um den Jungen und verschwand mehr oder weniger aus dessen Leben. Er starb beim Erdbeben von San Francisco 1906. Jimmy Murphy wohnte bei Thomas Murphy, dessen Frau Chaterine und ihren fünf leiblichen Kindern in dem vom Erdbeben weitestgehend verschont gebliebenen Hayes Valley. Thomas Murphy war von 1910 bis zu seinem Tod 1929 Chef der städtischen Feuerwehr von San Francisco. Auch Jimmy Murphys Vater arbeitete als Feuerwehrmann.
1907 übersiedelte er zum Schwager seiner Mutter nach Vernon im südlichen Kalifornien. Martin O’Donnell war in Vernon als Richter tätig und kümmerte sich um die Ausbildung des jungen Jimmy Murphy, der die Huntington Park High School besuchte. Noch vor dem Ende der Schulzeit schenkte ihm O’Donnell ein Motorrad, das den weiteren Berufsweg prägte. Gemeinsam mit einem Freund eröffnete er eine Reparaturwerkstatt, in der er als Autodidakt zu einem bekannten Mechaniker für Motorräder und Automobile in der Region um Los Angeles wurde.

## Beifahrender Mechaniker bei Duesenberg
Mitte der 1910er-Jahre hatte er sich als Mechaniker einen derart guten Namen gemacht, dass ihm 1915 der Rennfahrer Eddie O’Donnell anbot, sein beifahrender Mechaniker bei Autorennen zu werden. Eddie O’Donnell war damals Werksfahrer bei Duesenberg und hatte seine Karriere selbst als Beifahrer begonnen. Murphy willigte ein und fuhr in den folgenden Jahren mit allen namhaften Duesenberg-Piloten. Mit O’Donnell gewann er 1916 das Corona Road Race und fuhr mit ihm das 500-Meilen-Rennen von Indianapolis 1915. Er war ein begehrter Mechaniker, dessen Dienste sich auch Ralph DePalma, Harry Hartz, Eddie Rickenbacker, Peter DePaolo und Tommy Milton sicherten.

## Karriere als Rennfahrer
1920 wurde aus dem Beifahrer der Rennfahrer Jimmy Murphy, der in seiner nur fünf Jahre andauernden Karriere zu einem der US-amerikanischen Spitzenfahrer der 1920er-Jahre aufstieg. Murphy gelang es schnell, die leistungsstarken Duesenberg-Monopostos auf den Holz-Ovalkursen zu beherrschen. Bereits sein zweiter Einsatz, ein Rennen auf dem Beverly Hills Speedway, endete mit einem Sieg. Beim Indianapolis 500 1920 wurde er hinter Gaston Chevrolet, René Thomas und seinem Teamkollegen Tommy Milton Vierter. Tommy Milton war sein Mentor, der die Duesenberg-Brüder vom Fahrertalent Murphys überzeugen konnte und ihm so den Weg zur Karriere ebnete.
Seine beiden größten Rennsiege gelangen ihm in Le Mans und in Indianapolis. 1921 meldete Duesenberg fünf 3-Liter-Grand-Prix-Wagen für den Großen Preis von Frankreich. Zu den Fahrern zählte auch Jimmy Murphy, dem trotz eines Trainingsunfalls der erste Sieg eines US-Amerikaners bei einem Grand-Prix-Rennen gelang. Wenige Tage vor dem Rennen war Murphy mit Louis Inghilbert als Beifahrer bei einer Testfahrt verunfallt. Während Inghilberts Verletzungen einen Rennstart verhinderten, gewann Murphy trotz starker Schmerzen mit 15 Minuten Vorsprung auf seinen Landsmann Ralph DePalma, der einen Ballot fuhr. Bis zum Sieg von Dan Gurney im Eagle T1G beim Großen Preis von Belgien 1967 war der Erfolg von Murphy 46 Jahre lang der einzige Grand-Prix-Sieg eines US-amerikanischen Fahrers in einem US-amerikanischen Rennwagen.
1922 zerfiel das Triumvirat Tommy Milton, Fred Duesenberg und Jimmy Murphy. Murphy hatte ohne Absprache in den Siegerwagen des Großen Preis von Frankreich einen Miller-Motor einbauen lassen, was Duesenberg als schweren Affront empfand. Dass Murphy mit dem Wagen überlegen das 500-Meilen-Rennen von Indianapolis gewann, machte die Angelegenheit nicht besser. Nach dem Gewinn der nationalen Meisterschaft wechselte er vor Beginn der Saison 1923 zum Team von Harold Arminius Miller. Einige Rennstarts in Europa, bei denen er Meisterschaftsrennen auslassen musste, verhinderten eine erfolgreiche Titelverteidigung. Er beendete die Saison hinter Eddie Hearne als Meisterschaftszweiter und wurde in Europa im Miller 122 Dritter beim Großen Preis von Italien.

## Tod in Syracuse
1924 führte er überlegen in der Meisterschaft, als er am 15. September beim Wertungslauf auf dem Dirt Track von Syracuse tödlich verunglückte. Murphy, der zwei Wochen davor am Altoona Speedway sein letztes Rennen gewonnen hatte, touchierte beim Überholen von Phil Shafer die innere Holzbarriere, die dabei in die Brüche ging. Der Wagen begann sich zu drehen, schlug erneut in die Barriere ein und durchbrach sie. Jimmy Murphy starb an einem Genickbruch, den ein großer Holzsplitter der Barriere verursacht hatte. Durch seinen großen Vorsprung in der Meisterschaft gewann er diese Ende des Jahres postum. Über seinen Tod wurde landesweit in den Medien berichtet. Sein Begräbnis auf dem Calvary Cemetery von Los Angeles fand unter großer Anteilnahme der Bevölkerung statt. Anwesend waren fast alle namhaften Rennfahrer, Rennstallbesitzer, Rennveranstalter und Mechaniker dieser Zeit.